# 錦部郡
錦部郡為過去日本大阪府轄下的郡，已於1896年4月1日與周邊的郡合併為南河內郡。
在1880年實施郡區町村編制法時的轄區包括現在的河內長野市全部地區和富田林市的西南部地區。

## 歷史
在令制國時代屬於河內國。
在江戶時代大部分區域為膳所藩和神戶藩的領地，但也有部分區域為狹山藩、旗本或幕府直屬領地。
明治維新後，郡內的幕府領地和旗本領地先後被劃為大坂裁判所司農局、大阪府司農局、大阪府南司農局、河內縣、堺縣、五條縣的轄區，而其他原屬各藩的領地在實施廢藩置縣後也分別被劃為由藩改設立的膳所縣、神戶縣，不過僅半年後的第一次府縣整併中，錦部郡全境就全數被整併至堺縣。
1880年實施郡區町村編製法，正式的設置了近代的行政區劃「錦部郡」，但並未設置自己的郡役所，而是由古市郡役所負責管理周邊的石川郡、錦部郡、八上郡、古市郡、安宿部郡、丹南郡、志紀郡，因此古市郡役所也被更名為「石川錦部八上古市安宿部丹南志紀郡役所」。
1881年，由於堺縣被併入大阪府，錦部郡隨之成為大阪府的轄區。

### 沿革

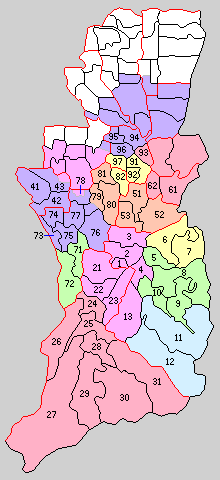
1889年錦部郡轄下的行政區劃：
21.廿山村 22.錦部村 23.彼方村 24.市新野村 25.長野村 26.天野村 27.高向村 28.三日市村 29.加賀田村 30.天見村 31.川上村
（下方桃色：屬於富田林市、下方紅色：屬於河內長野市、1 - 13屬石川郡、41 - 43屬八上郡、51 - 53屬古市郡、61・62屬安宿部郡、71 - 82屬丹南郡、91 - 97屬志紀郡）

- 1889年04月1日：實施町村制，錦部郡下設廿山村（日语：川西村 (大阪府)）、錦郡村（日语：錦郡村）、彼方村（日语：彼方村）、市新野村（日语：千代田 (河内長野市)）、長野村（日语：長野町 (大阪府)）、天野村（日语：天野 (河内長野市)）、高向村（日语：高向）、三日市村（日语：三日市 (河内長野市)）、加賀田村（日语：加賀田）、天見村（日语：天見）、川上村（日语：川上 (河内長野市)）。（11村）
- 1896年04月1日：實施郡制（日语：郡制），同時原屬於「石川錦部八上古市安宿部丹南志紀郡役所」的區域（除志紀郡三木本村）被合併為南河內郡。